# Азбелев, Сергей Николаевич
Серге́й Никола́евич Азбелев (17 апреля 1926, Ленинград — 25 декабря 2017, Санкт-Петербург) — советский и российский филолог и историк. Доктор филологических наук, профессор, ведущий научный сотрудник Института русской литературы (ИРЛИ) РАН (Пушкинский Дом), профессор Новгородского государственного университета имени Ярослава Мудрого. Участник Великой Отечественной войны.
Член ряда российских и международных научных обществ, в частности, Комиссии по фольклористике при Международном комитете славистов, а также Русского генеалогического общества. Член редакционного совета научного журнала «Проблемы филологии: язык и литература».
Автор нескольких сотен научных работ по истории, литературе и фольклору Древней Руси. Один из крупнейших специалистов по истории русского летописания. В конце жизни стал проявлять некритический подход к источникам и развивал некоторые маргинальные гипотезы.

## Биография
Родился 17 апреля 1926 года в Ленинграде.
Работал с 15 лет в осаждённом Ленинграде санитаром, пережив вместе с матерью две блокадные зимы, а уже с осени 1943 года, в возрасте 17 лет, участвовал в боях в пехоте на Ленинградском фронте, красноармейцем 36-й стрелковой дивизии участвовал в боях на Карельском перешейке. В последующем был назначен командиром отделения. В этой должности 9 мая 1945 года встретил День Победы.
Был демобилизован в 1946 году. Мечтая о профессии историка, поступил в Ленинградский государственный университет. В 1955 году с отличием окончил Исторический факультет ЛГУ. С 1955 года и до последних лет жизни работал в Институте русской литературы (Пушкинском Доме) Академии наук в Санкт-Петербурге.
В 1958 году получил степень кандидата филологических наук, защитив диссертацию «Новгородское летописание XVII века (Новгородская Уваровская летопись, Новгородская третья, Новгородская Забелинская и Новгородская Погодинская летописи)». В 1960 году по этой теме опубликовал свою первую монографию. В 1963 году принимал участие в обсуждении концепции А. А. Зимина о времени написания «Слова о полку Игореве» и его связи с «Задонщиной». В дальнейшем не раз возвращался к этой теме.
В 1982 году защитил докторскую диссертацию «Историзм былин и специфика фольклора», в которой полемизировал с влиятельной школой В. Я. Проппа, что затруднило утверждение в ВАК. Против присуждения степени высказывался бывший руководитель Азбелева академик Д. С. Лихачёв. В то же время диссертанта поддержал академик Б. А. Рыбаков. С 1984 года — доктор филологических наук. С 2001 года преподавал в Новгородском государственном университете в должности профессора кафедры отечественной истории, где вёл семестровый курс «Источниковедение», а также спецкурс «Актуальные проблемы источниковедения».
В последние годы жизни тяжело болел, перенёс серьёзную операцию на позвоночнике, но продолжал плодотворно трудиться, публикуя статьи и готовя доклады. На IX Международную конференцию «Комплексный подход в изучении Древней Руси» (Москва, 11—15 сентября 2017) Азбелев уже не смог приехать, находясь в деревне Большая Вруда (Волосовский район) в хосписе из-за неоперабельного рака, хотя тезисы его доклада на тему Куликовской битвы «Что угрожало нам в 1380 г.» были напечатаны в журнале «Древняя Русь. Вопросы медиевистики» (2017, № 3 (69), сентябрь).
Умер 25 декабря 2017 года. Прощание состоялось 28 декабря в Чесменской церкви Санкт-Петербурга.

## Научная деятельность
Главными темами исследований учёного были русские летописи и русский народный эпос.
Опубликовал около 400 работ, среди которых 16 книг (библиография их за период 1954—1996 годы была напечатана в 1996 году в связи с его 70-летием в XXIX томе академического ежегодника «Русский фольклор»). В основном это статьи, публиковавшиеся в академических и вузовских журналах и сборниках, а также монографии:
- «Новгородские летописи XVII века» (1960),
- «Историзм былин и специфика фольклора» (1982),
- «Устная история Великого Новгорода» (2006),
- «Устная история в памятниках Новгорода и Новгородской земли» (2007),
- «Куликовская победа в народной памяти: Литературные памятники Куликовского цикла и фольклорная традиция» (2011)[10],
- «Летописание Великого Новгорода : Летописи XI—XVII веков как памятники культуры и как исторические источники» (2016).

Составил снабжённые комментариями и вступительными статьями антологии: «Былины», «Исторические песни», «Народная проза», «Тысяча лет русской истории в преданиях, легендах, сказаниях» и другие (издавались на протяжении 1984—2001 годов).
Подготовил для печати со своими комментариями и вступительными статьями собрания наиболее важных трудов по русскому фольклору из наследия академиков Ф. И. Буслаева и В. Ф. Миллера, являвшегося главой исторической школы русских былиноведов. Эти книги в качестве учебных пособий были выпущены московским издательством «Высшая школа», соответственно, в 2002 и 2003 годах.
Для академической серии «Памятники русского фольклора» Азбелевым были подготовлены с комментариями и вступительной статьёй остававшиеся в основном неопубликованными многочисленные записи былин, исторических песен и народных духовных стихов по трудночитаемым полевым рукописям крупного русского фольклориста А. В. Маркова. Книга была издана в 2005 году.
Ранее Азбелев был участником нескольких научных экспедиций в отдалённых местностях Русского Севера. Проведённая под руководством Азбелева совместная экспедиция двух институтов Российской академии наук в сибирском Заполярье имела своим результатом изданный в академический серии «Памятники русского фольклора» сборник комментированных записей от потомков русских переселенцев XVI—XVII веков, живших почти изолированно в селе Русское Устье (низовье Индигирки): «Фольклор Русского Устья» (издан в 1986 году).
Регулярно выступал с докладами на конференциях и научных конгрессах в России и за рубежом.
Азбелев принадлежал к числу исследователей, разделяющих версию реальности Иоакимовской летописи В. Н. Татищева. К этой теме он возвращался в своих работах неоднократно, поддерживая и развивая версии А. А. Шахматова и В. Л. Янина. Скептическая позиция украинского историка А. П. Толочко была подвергнута Азбелевым жёсткой критике в двух рецензиях на его книгу.
Азбелев входил в редколлегию журнала «Исторический формат», выходящего с 2015 года, главным редактором которого является В. И. Меркулов, член «Академии ДНК-генеалогии», продвигающей псевдонаучное учение А. А. Клёсова; в общественный попечительский совет журнала входят члены «Академии ДНК-генеалогии» Клёсова; статьи журнала близки к псевдонаучным.

### Куликовская битва и «устье Непрядвы»
Более пятидесяти лет исследовал «Слово о полку Игореве», а также памятники Куликовского цикла: «Задонщину», «Сказание о Мамаевом побоище» и другие источники о сражении на Дону. Пришёл к выводу о реальности участия новгородского военного контингента в Куликовской битве 8 сентября 1380 года.
В конце 2012 года впервые опубликовал и в дальнейшем развил, основываясь на истории русского языка и летописных памятниках, гипотезу о тождестве ориентира эпохального сражения «на Дону, на усть Непрядвы реки» с истоком Непрядвы из Волова озера, расположенного в самом центре Куликова поля, на одном из ответвлений Муравского шляха.
Весной 2013 года вместе с исследователями А. Б. Архиповым и А. А. Астайкиным Азбелев совершил ознакомительную поездку на Куликово поле, в район Волова озера и верховий Непрядвы — для натурного подтверждения предварительных выводов по исторической географии этого региона Дикого поля. Экскурсия сопровождалась фотофиксацией исторических ландшафтов окрестностей Муравского шляха.
В декабре 2016 года в научно-публицистическом альманахе «Русское поле» (Красноярск—Стокгольм) была опубликована статья Азбелева «Великая победа на Куликовом поле», обобщающая и развивающая исследования по точной локализации Мамаева побоища за последние четыре года, сопровождённая выполненной в цвете авторской схемой-реконструкцией исторического сражения у истока Непрядвы (дизайн историка-картографа А. А. Астайкина). Эта же схема, только в чёрно-белом варианте, помещена в статье автора «Место сражения на Куликовом поле по летописным данным» в журнале «Древняя Русь. Вопросы медиевистики» (2016, № 3, с. 32).

## Оценки деятельности
Азбелев развивал маргинальную гипотезу о Гостомысле как предке Рюрика. Историк В. Я. Петрухин отмечал, что отождествление Азбелевым Гостомысла новгородской книжной традиции с одноимённым правителем полабских славян вдохновило его на реконструкцию древнейшего фольклорного героя. Азбелев утверждал, что сведения позднего «Сказания о князьях Владимирских» восходят ко временам до составления древнейших летописных сводов и «фольклоризировал» Сказание. П. В. Лукин относит Азбелева к числу авторов, опирающихся «на цветистые описания в поздних и недостоверных источниках», которые «всегда готовы объяснить их „избыточные“ сведения с помощью универсальной отмычки — гипотезы об их устном (фольклорном) происхождении».
В своих работах Азбелев высказал ряд спорных предположений (о связи имени ганзейского бюргера Ильи Руса с былинным Ильёй Муромцем, участии новгородцев в стоянии на Угре и т. п.). Его подход к трактовкам былин в духе «исторической школы» опровергается А. С. Мироновым.
Вывод Азбелева о реальности участия новгородского военного контингента в Куликовской битве был опровергнут археологом Г. Е. Дубровиным и филологом Л. В. Соколовой.
Вопреки Азбелеву, ни один источник не отождествляет исток Непрядвы непосредственно с Воловым озером. Согласно «Книге Большому чертежу», из озера брала начало лишь одна река — Упа.

## Награды и премии
- Награждён Орденом Отечественной войны, многими медалями, в том числе: «За оборону Ленинграда», «За победу над Германией», «В память 250-летия Ленинграда», «Ветеран труда».
- Кавалер Ордена Св. Анны 3-й степени (2009)[27].
- Почётные грамоты Президиума Академии наук.
- Одна из крупных статей С. Н. Азбелева, где исследованы русские исторические песни XV—XVI веков, была удостоена Международной премии в Палермо в 1998 году.
- 10 июня 2006 года в СК «Юбилейный» состоялось награждение Дипломами, Знаками «Достоинство» и ценными подарками победителей конкурса «Золотая Десятка Победы», организованного Санкт-Петербургским Региональным Общественным Фондом «Золотая десятка». В номинации «Рядовой Победы» победителем стал С. Н. Азбелев[28].

## Публикации
Азбелевым опубликованы исследовательские статьи, посвящённые истории Средневековой Руси, источниковедению, древнерусской литературе, фольклористике, генеалогии.
Список изданий, в которых Азбелев публиковал свои многочисленные статьи по конкретным вопросам изучения древнерусской истории, литературы и фольклора, включает такие журналы, как «Вопросы истории», «Древняя Русь: Вопросы медиевистики», «Живая старина», «История СССР», «Известия ОЛЯ АН СССР», «Русская литература», «Русская речь», «Русская словесность», «Советское славяноведение», «Советская этнография», «Традиционная культура», «Филологические науки», «Этнографическое обозрение». Его научные статьи, сообщения и аналитические обзоры регулярно появлялись в серийных медиевистических и фольклористических сборниках: «Труды Отдела древнерусской литературы», «Русский фольклор: материалы и исследования», «Литература Древней Руси», «Герменевтика древнерусской литературы», «Новгородский исторический сборник», «Ежегодник Рукописного отдела Пушкинского Дома», «Славянский и балканский фольклор», «Фольклор народов РСФСР», «Вопросы поэтики литературы и фольклора».
Являясь активным полемистом и обладая большим публицистическим талантом, печатался не только в научных, но и в общественно-политических изданиях.
Библиография
- Хронологический список трудов Сергея Николаевича Азбелева (1954—1996): К 40-летию работы в Институте русской литературы (Пушкинский Дом) РАН и 70-летию со дня рождения) // Русский фольклор. Т. XXIX: Материалы и исследования / Отв. ред. Е. А. Костюхин. — СПб.: Наука, 1996. — С. 286—294. — 304 с.

Диссертация
- Азбелев С. Н. Новгородское летописание XVII века (Новгородская Уваровская летопись, Новгородская третья, Новгородская Забелинская и Новгородская Погодинская летописи). Автореферат диссертации на соискание учёной степени кандидата филологических наук. — Л., 1958. — 23 с. (ИРЛИ).

Монографии
- Азбелев С. Н. Новгородские летописи XVII века / Отв. ред. чл.-корр. АН СССР Д. С. Лихачёв; АН СССР. Институт русской литературы (Пушкинский Дом). Новгородский историко-архитектурный музей-заповедник. — Новгород: б.и., 1960. — 296 с. — 3000 экз.
- Азбелев С. Н. Историзм былин и специфика фольклора / Ред.: Н. И. Кравцов(†), Ф. Я. Прийма (отв. ред.); Рец.: М. М. Плисецкий, Ф. М. Селиванов; Институт русской литературы (Пушкинский Дом) АН СССР. — Л.: Наука. Ленингр. отд-ние, 1982. — 328 с. — 9700 экз.
  - Рец.: Бегунов Ю. Преданья старины глубокой // Вечерний Ленинград. 1983. 19 марта, № 64.
  - Вышегородцев В. Вера в народную память // Молодая гвардия. 1984. № 11. С. 275—278.
  - Горелов А. А. К итогам дискуссии об историзме былин // Русская литература. 1985. № 2. С. 91—99.
  - Джанумов С. А. Рецензия на монографию С. Н. Азбелева «Историзм былин и специфика фольклора» // Жанровая специфика фольклора: Межвуз. сб. науч. тр. М., 1984. С. 118—121.
  - Мещерский Н. А., Селиванов Ф. М., Пушкарёв Л. Н. // История СССР. 1984. № 2. С. 183—185.
- Азбелев С. Н. Устная история Великого Новгорода: Очерки IX—XVII столетий / Отв. ред. В. Л. Янин; Федер. агентство по образованию, Новгор. гос. ун-т им. Ярослава Мудрого. — Великий Новгород: НовГУ, 2006. — 312 с. — (Новгородская историческая библиотека). — ISBN 5-89896-320-0.
- Азбелев С. Н. Устная история в памятниках Новгорода и Новгородской земли / Отв. ред. В. Л. Янин. — СПб.: Дмитрий Буланин, 2007. — 296, [16] с. — 800 экз. — ISBN 5-86007-535-9.
  - Рецензия: Мартынова А. Н. Устный эпос как исторический источник / А. Н. Мартынова // Древняя Русь. Вопросы медиевистики. — 2007. — № 4. — С. 129—132. — Рец. на кн.: Азбелев С. Н. Устная история Великого Новгорода : очерки IX—XVII столетий / С. Н. Азбелев; отв. ред. В. Л. Янин. — Великий Новгород, 2006. — 307 с.; Азбелев С. Н. Устная история в памятниках Новгорода и Новгородской земли / С. Н. Азбелев; отв. ред. В. Л. Янин. — СПб., 2007. — 295 с.: ил.
- Азбелев С. Н. Куликовская победа в народной памяти: Литературные памятники Куликовского цикла и фольклорная традиция. — СПб.: Дмитрий Буланин, 2011. — 312 с. — (Studiorum slavicorum orbis. Вып. 2). — 500 экз. — ISBN 978-5-86007-667-9.
  - Жданович Р. Б. Куликовская битва и традиции русской художественной словесности (Рецензия).
- Азбелев С. Н. Летописание Великого Новгорода: Летописи XI—XVII веков как памятники культуры и как исторические источники. — М.: Русская панорама, 2016. — 280 с. — (Русское историческое общество). — 500 экз. — ISBN 978-5-93165-367-9. — ISBN ISBN 978-5-86789-453-5.

Учебно-методические пособия
- Буслаев Ф. И. Народный эпос и мифология / Сост. С. Азбелев. — М.: Высшая школа, 2003. — 400 с. — (Классика литературной науки). — 3000 экз. — ISBN 5-06-004479-3.
- Миллер В. Ф. Народный эпос и история / Сост. С. Азбелев. — М.: Высшая школа, 2005. — 392 с. — (Классика литературной науки). — 3000 экз. — ISBN 5-06-005203-6.

{{{2}}}
Научные работы
1954
- Путешествия русских послов XVI-XVII веков: Статейные списки (указатели). — М.: Издательство АН СССР, 1954.
- По следам древнерусской культуры (рецензия) // «Вечерний Ленинград». 1954. № 1.
- Повесть о нашествии Тохтамыша на Москву // Большая советская энциклопедия. 2-е издание. — Т. 35.
- Про́лог // Большая советская энциклопедия. 2-е издание. — Т. 32.

1956
- Новгородская третья летопись. (Время и обстоятельства возникновения) // Труды Отдела древнерусской литературы Института русской литературы АН СССР. — М.; Л, 1956. Т. 12.
- II Всесоюзное совещание по вопросам изучения древнерусской литературы // Труды Отдела древнерусской литературы Института русской литературы АН СССР. — М.; Л, 1956. Т. 12.
- Вопросы древнерусской литературы в «Очерках истории исторической науки в СССР». М., 1955. Т. 1 (рецензия) // Известия АН СССР, Отделение литературы и языка. — М., 1956. Вып. 6.
- Летописные памятники Новгорода XVII-XVIII вв. (Обзор списков) // Труды Отдела древнерусской литературы Института русской литературы АН СССР. — М.; Л, 1956. Т. 13.

1957
- Совещание по древнерусской литературе // Славяне. — М., 1957. № 7.

1958
- Развитие летописного жанра в Новгороде в XVII веке // Труды Отдела древнерусской литературы Института русской литературы АН СССР. — М.; Л, 1958. Т. 15.
- Новгородские местные летописцы // Труды Отдела древнерусской литературы Института русской литературы АН СССР. — М.; Л, 1958. Т. 15.
- Новгородское летописание XVII века (Новгородская Уваровская летопись, Новгородская третья, Новгородская Забелинская и Новгородская Погодинская летописи) (Автореферат диссертации кандидата филол. наук) / Институт русской литературы АН СССР. — Л., 1958.
- Светская обработка Жития Александра Невского (статья Вестник Ленинградского государственного университета. — 1958, № 8. Серия истории, языка и литературы. Вып. 2.) // Труды Отдела древнерусской литературы Института русской литературы АН СССР. — М.; Л, 1958. 14.
- Имели ли место сухопутные походы Руси на Константинополь? // Вестник Ленинградского государственного университета. — 1958, № 8. Серия истории, языка и литературы. Вып. 2.
- Отрывок славянской служебной Минеи XI—XII вв. // Труды Отдела древнерусской литературы Института русской литературы АН СССР. — М.; Л, 1958. Т. 15. С. 432—435.
- Описание древнерусских рукописей Новгородского областного архива // Труды Отдела древнерусской литературы Института русской литературы АН СССР. — М.; Л, 1958. Т. 15.
- Третье Всесоюзное совещание по древнерусской литературе // Известия АН СССР, Отделение литературы и языка. — М., 1958. Вып. 1. (Соавт. А. Н. Робинсон).
- Русская литература на Четвёртом Международном съезде славистов // Русская литература. — Л., 1958. № 4. (Соавт. В. А. Ковалёв и другие).
- Третье Всесоюзное совещание по древнерусской литературе // Труды Отдела древнерусской литературы Института русской литературы АН СССР. — М.; Л, 1958. Т. 15.
- Описание ценной коллекции рукописей (рецензия) // Исторический архив. — М., 1958. № 5.

1959
- О художественном методе древнерусской литературы // Русская литература. — Л., 1959. № 4.
- Две редакции Новгородской летописи Дубровского // Новгородский исторический сборник. Новгород, 1959. Вып. 9.
- Дискуссия по проблемам древнерусской литературы // Вестник АН СССР. — М., 1959. № 8.
- Четвёртое Всесоюзное совещание по древнерусской литературе // Известия АН СССР, Отделение литературы и языка. — М., 1959. Вып. 6.
- [Обсуждение вопросов археографии] // Вопросы языкознания. — М., 1959. № 5.

1960
- Новгородские летописи XVII века (монография) / Институт русской литературы АН СССР, Новгородский музей. Новгород, 1960.
- Текстологическое исследование Новгородской Уваровской летописи // Труды Отдела древнерусской литературы Института русской литературы АН СССР. — М.; Л, 1960. Т. 16.
- Об истолковании двух известий Повести временных лет: (К болгаро-русским отношениям в X веке) // Изследования в чест на Марин С. Дринов. — София, 1960.
- IV Всесоюзное совещание по древнерусской литературе // Труды Отдела древнерусской литературы Института русской литературы АН СССР. — М.; Л, 1960. Т. 16.

1961
- Памятники древнерусской письменности в хранилищах Болгарии // Исторический архив. — М., 1961. № 2.
- К датировке русской Повести о взятии Царьграда турками // Труды Отдела древнерусской литературы Института русской литературы АН СССР. — М.; Л, 1961. Т. 17.
- Фольклор Мезени богат и интересен // «За боевые темпы». Лешуконское Архангельской обл. — 1961. № 71. (Соавт. В. В. Коргузалов)
- Сохранять и умножать фольклорные богатства Севера // За боевые темпы. — Лешуконское Архангельской обл., 1961. № 83. (Соавт. В. В. Митрофанова).

1962
- Новгородские былины и летопись // Русский фольклор. Материалы и исследования. — М.; Л., 1962. Т. 7.
- [Выступление по докладу К. Стифа «Взаимоотношения между русским летописанием и русским народным эпосом»] // Четвёртый Международный съезд славистов: Материалы дискуссии. — М., 1962. Т. 1.
- Экспедиция по собиранию народного творчества // Новый путь. — Бабаево Вологодской обл. 1962. № 42. (Соавт. Н. В. Новиков)
- IV Международный съезд славистов: Материалы дискуссии (редактирование). — М.; Л.: Издательство АН СССР, 1962. Т. 1. (Отв. редактор В. В. Виноградов)

1963
- Летописание и фольклор // Народная поэзия славян. — М.; Л., 1963 (Русский фольклор; Т. 8).
- Реализм и древнерусская литература // Русская литература. — Л., 1963. № 1.
- Какви са съвременните задачи на фольклористиката в проучването на проблемата за взаимоотношението между народното поетическо творчество и литературата (фолклора и старата, средновековна литература и новата литература) // Славянска филология. Материали за V Международен конгрес на славистите. — София, 1963. Т. 2.
- Може ли да се определи художественият метод на старите славянски литератури с познатите литературно-теоретически категории // Славянска филология. Материали за V Международен конгрес на славистите. — София, 1963. Т. 2.
- Неизвестные письма В. Ягича к А. Н. Пыпину (примечания) // Народная поэзия славян. — М.; Л., 1963. (Русский фольклор; Т. 8).
- Фольклорная экспедиция Пушкинского Дома в 1961 г. // Советская этнография. — М., 1963. № 1. (Соавт. В. В. Митрофанова)
- Народная поэзия славян (Русский фольклор; Т. 8) (редактирование). — М.; Л.: Издательство АН СССР, 1963. (В составе редколлегии)

1964
- Современные устные рассказы // Проблемы современного народного творчества. — М.; Л., 1964. (Русский фольклор; Т. 9).
- Об этике титульного листа // Нева. — Л., 1964. № 12.
- Народная поэзия славян. (Русский фольклор; Т. 8) (рецензия) // Demos. — Вегlin, 1964. B. 5. Н. 1.
- Русское народное поэтическое творчество: Хрестоматия (рецензия) // Demos. — Вегlin, 1964. B. 5. Н. 1.
- Проблемы современного народного творчества. (Русский фольклор; Т. 9). (редактирование) // Издательство АН СССР. — М.; Л., 1964. (В составе редколлегии)

1965
- Отношение предания, легенды и сказки к действительности. (С точки зрения разграничения жанров) // Славянский фольклор и историческая действительность. М., 1965.
- О жанровом составе прозаического фольклора русских рабочих // Устная поэзия рабочих России. — М.; Л., 1965.
- Проблемы современного народного творчества. (Русский фольклор; Т. 9) (рецензия) // Demos. — Вегlin, 1965. B. 6. Н. 1.
- Čistov K. V. Zur Frage der К1аssifiкаtionsрrinzipien der Ргоzа-Volrsdichtung. М., 1964 (рецензия) // Demos. — Вегlin, 1965. B. 6. Н. 1. (Соавт. Н. В. Домановский)
- Русские повести первой трети XVIII в. / Исслед. и подгот. текстов Г. Н. Моисеевой (ответственный редактор). — М.; Л.: Издательство АН СССР, 1965.

1966
- Проблемы международной систематизации преданий и легенд // Специфика фольклорных жанров. — М.; Л., 1966. (Русский фольклор; Т. 10).
- Текстология как вспомогательная историческая дисциплина // История СССР. — М., 1966. № 4.
- Основные понятия текстологии в применении к фольклорному материалу // Принципы текстологического изучения фольклора. — М.; Л., 1966.
- Родовая сага в Древней Руси: (К русско-скандинавским фольклорным взаимосвязям) (тезисы) // Тезисы докладов Третьей научной конференции по истории, экономике, языку и литературе Скандинавских стран и Финляндии. — Тарту, 1966.
- Журнал польских фольклористов (рецензия) // Советское славяноведение. — М., 1966. № 4. (Соавт. В. Б. Вилинбахов)
- Специфика фольклорных жанров. (Русский фольклор; Т. 10) (рецензия) // Demos. — Вегlin, 1966. B. 7. Н. 2.
- Специфика фольклорных жанров. (Русский фольклор; Т. 10) (редактирование) // Изд. АН СССР. — М.; Л., 1966.

1968
- Куликовская битва в славянском фольклоре // Исторические связи в славянском фольклоре. — М.; Л., 1968. (Русский фольклор; Т. 11). С. 78-101.
- Исторические связи в славянском фольклоре. (Русский фольклор; Т. 11) (редактирование). — М.; Л.: Изд-во АН СССР, 1968. (В составе редколлегии)

1969
- Летопись Петровского времени, содержащая поэму Симеона Полоцкого // От «Слова о полку Игореве» до «Тихого Дона»: Сборник статей. — Л., 1969.
- Фольклор восточных и южных славян о Куликовской битве // Советское славяноведение: Материалы IV конференции историков-славистов. — Минск, 1969.
- Историческая основа былин об отражении татарского нашествия (тезисы) // Проблемы художественного метода, стиля и направления: Материалы докладов. — М., 1969.
- Устное героическое сказание и историческая реальность (тезисы) // Проблемы реализма в русской и зарубежной литературах: Тезисы докладов. — Вологда, 1969.
- О международной классификации преданий и легенд (авторское изложение доклада) // VII Международный конгресс антропологических и этнографических наук. — М., 1969. Т. 7.

1970
- Литературные памятники Киевской Руси (глава коллективной монографии) // Русская литература и фольклор (XI—XVIII вв.). — Л., 1970.
- Литература периода национально-освободительной борьбы и становления единого Русского государства (глава коллективной монографии) // Русская литература и фольклор (XI—XVIII вв.). — Л., 1970.
- Отзвуки Куликовской битвы в сербском и русском фольклоре // Советское славяноведение. — М., 1970. № 6.
- Об историзме устных героических сказаний Новгородской земли (тезисы) // Современное состояние народного творчества: Тезисы докладов. — Л., 1970.
- Генетическая связь южнославянской песни о Куликовской битве и русского предания (авторское резюме доклада) // VI. Mezinarodni sjezd slavistů v Praze 1968. Akta sjezdu. — Praha, 1970.
- Выступление по докладам М. Бошкович-Стулли, Э. В. Померанцевой, В. К. Соколовой и К. В. Чистова — о соотношении преданий и легенд (авторское изложение) // VI. Mezinarodni sjezd slavistů v Praze 1968. Akta sjezdu. — Praha, 1970.
- Выступление по докладу П. Динекова «Общност и различия в развитието на старите славянски литератури» (авторское изложение) // VI. Mezinarodni sjezd slavistů v Praze 1968. — Akta sjezdu. Praha, 1970.

1971
- Былины об отражении татарского нашествия («Ермак и Калин», «Илья и Калин», «Камское побоище») // Из истории русской народной поэзии. — Л., 1971. (Русский фольклор; Т. 12).
- Мотивы убиения вражеского царя в былинах и в косовских песнях // Славянский и балканский фольклор. — М., 1971.
- Две былины Сборника Кирши Данилова и южнославянский эпос // Фольклор и литература Урала. — Пермь, 1971.
- Устные героические сказания о Куликовской битве // Современные проблемы фольклора. — Вологда, 1971.
- Младшие летописи Новгорода о Куликовской битве // Проблемы истории феодальной России: Сборник статей. — Л., 1971.
- Исторические песни XVIII в. (исторический комментарий к 70 сюжетам). — Л.: Наука, 1971. («Памятники русского фольклора»).
- Фольклористика на VI Международном конгрессе славистов // Из истории русской народной поэзии. — Л., 1971. (Русский фольклор; Т. 12).
- Из истории русской народной поэзии. (Русский фольклор; Т. 12) (редактирование). — Л.: Наука, 1971. (В составе редколлегии).

1972
- Сказание о помощи новгородцев Дмитрию Донскому // Русская народная проза. — Л., 1972. (Русский фольклор; Т. 13).
- Предисловие // Русская народная проза. — Л., 1972. (Русский фольклор; Т. 13).
- Былина о свержении татарского ига, её источники и обстоятельства появления (тезисы) // Проблемы идейно-эстетического анализа художественной литературы: Тезисы совещания. — М., 1972.
- Соколова В. К. Русские исторические предания; Лазарев А. Предания рабочих Урала как художественное явление (рецензия) // Русская народная проза. — Л., 1972. (Русский фольклор; Т. 13).
- Русская народная проза. (Русский фольклор; Т. 13) (ответственный редактор). — Л.: Наука.1972. (При редколлегии).

1973
- Алтайская версия былины о Сухане и Сказание о Мамаевом побоище (тезисы) // Эпическое творчество народов Сибири: Тезисы докладов. — Улан-Удэ, 1973.

1974
- К определению понятия «фольклор» // Русская литература. — Л., 1974. № 3.
- Изобразительные средства героических сказаний: (К проблематике изучения) // Проблемы художественной формы. — Л., 1974. (Русский фольклор; Т. 14).
- Эпитеты героического сказания и фольклор XVIII—XIX вв. // Вопросы поэтики литературы и фольклора. — Воронеж, 1974.
- Отражение действительности в преданиях, легендах, сказаниях // Прозаические жанры фольклора народов СССР. Минск, 1974.
- О сходных тенденциях в архитектуре Новгорода и устном эпосе Новгородской земли XV в. // Культура средневековой Руси. — Л., 1974.
- Повесть о Куликовской битве в Новгородской летописи Дубровского // Летописи и хроники: Сборник статей 1973 г. — М., 1974.
- Всесоюзная конференция по народной прозе // Русская литература. — Л., 1974. № 4.
- Всесоюзная конференция «Проблемы теории фольклора» // Проблемы художественной формы. — Л., 1974. (Русский фольклор; Т. 14).
- Фольклор как искусство слова. Вып. I, II (рецензия) // Проблемы художественной формы. Л., 1974. (Русский фольклор; Т. 14).
- Стеблин-Каменский М. И. Мир саги (рецензия) // Проблемы художественной формы. — Л., 1974. (Русский фольклор; Т. 14).

1975
- Фольклор в системе общественного сознания // Проблемы фольклора. М., 1975.
- Оппозиционные мотивы в былинах и историческая реальность XIV—XV вв. // Социальный протест в народной поэзии. Л., 1975. (Русский фольклор; Т. 15.
- Всесоюзная конференция «Прозаические жанры фольклора народов СССР» // Социальный протест в народной поэзии. Л., 1975. (Русский фольклор; Т. 15.

1976
- О типологических соответствиях и исторических взаимосвязях в славянском эпосе // Советское славяноведение. — М., 1976. № 4.
- Хроникат в древнерусском фольклоре // Историческая жизнь народной поэзии. — Л., 1976. (Русский фольклор; Т. 16).
- Текстологические приёмы изучения повествовательных источников о Куликовской битве в связи с фольклорной традицией // Источниковедение отечественной истории: Сборник статей 1975 г. — М., 1976. С. 163—190.
- Об устных источниках летописных текстов: (На материале Куликовского цикла) [Начало] // Летописи и хроники: Сборник статей 1976 г. — М., 1976.
- К сравнительному изучению повестей о завоевании Константинополя турками // Сравнительное изучение литератур: Сборник статей. — Л., 1976.
- Эпос и летопись (тезисы) // Фольклор и историческая действительность. Всесоюзная научная конференция: Тезисы докладов. — Махачкала, 1976.

1977
- Актуальные проблемы текстологии былин // Фольклор. Издание эпоса. — М., 1977.
- Полное собрание русских былин: (Проект проспекта и основных правил подготовки издания) // Проблемы «Свода русского фольклора»: Русский фольклор. — Л., 1977. (Русский фольклор; Т. 17).
- После дискуссии об историзме былин // Русская литература. — Л., 1977. № 4.
- Пушкин и «Побоище Мамаево» // Временник Пушкинской комиссии, 1974. — Л., 1977.
- Былины. Новые книги // Проблемы Свода русского фольклора. — Л., 1977. (Русский фольклор; Т. 17).
- Буганов В. И. Отечественная историография русского летописания (рецензия) // История СССР. — М., 1977. № 2.

1978
- О жанровых взаимосвязях русского и украинского эпоса // Славянские литературы и фольклор. — Л., 1978. (Русский фольклор; Т. 18).
- Типы героического эпоса и соотношение их поэтических систем // Эпическое творчество народов Сибири и Дальнего Востока. — Якутск, 1978.
- О подразделениях несказочной прозы // Фольклор народов РСФСР: Межвузовский научный сборник. — Уфа, 1978.
- «Джангар» и былинный эпос (тезисы) // Всесоюзная научная конференция «"Джангар" и проблемы эпического творчества тюрко-монгольских народов»: Тезисы. — Элиста, 1978.
- Гуляев Степан Иванович // Краткая литературная энциклопедия. Т. 9.
- Никифоров Александр Исаакович // Краткая литературная энциклопедия. Т. 9.
- Никифоров А. И. Фольклор и "Слово о погибели Рускыя земли" (подготовка к изданию текста покойного автора и написание предисловия к его работе) // Из истории русской фольклористики. — Л., 1978.
- Кузьмин А. Г. Начальные этапы древнерусского летописания (рецензия) // Вопросы истории. — М., 1978. № 10.
- Русское устное народное творчество. (Учебник для филологических факультетов университетов) (рецензия) // Русская литература. — Л., 1978. № 4.
- Северные предания / Издание подготовила Н. А. Криничная (ответственный редактор). — Л.: Наука, 1978.

1979
- О специфике творческого процесса в фольклоре и в литературе // Вопросы теории фольклора. — Л., 1979. (Русский фольклор; Т. 19).
- Всесоюзная конференция «Фольклор и историческая действительность» // Вопросы теории фольклора. — Л., 1979. (Русский фольклор; Т. 19).
- Межвузовское издание по фольклору РСФСР // Вопросы теории фольклора. — Л., 1979. (Русский фольклор; Т. 19).

1981
- Эпос и история: (Один из теоретических аспектов) // Фольклор и историческая действительность. — Л., 1981. (Русский фольклор; Т. 20).
- Фольклоризм «Задонщины» и «Слово о полку Игореве» // Литература Древней Руси: Сборник научных трудов. — М., 1981.
- Об устных источниках летописных текстов: (На материале Куликовского цикла). [Окончание] // Летописи и хроники. 1980 г.: В. Н. Татищев и изучение русского летописания. — М., 1981.
- Неопубликованные записи былин // Фольклор и историческая действительность. — Л., 1981. (Русский фольклор; Т. 20).
- Никифоров А. И. О фольклорном репертуаре XII—XVIII вв. На материале "Слова о полку Игореве", "Задонщины", "Повести о разорении Рязани", Псковской летописи, Азовских повестей и других памятников (подготовка к изданию текста покойного автора и написание предисловия к его работе)	// Из истории русской советской фольклористики. — Л., 1981.
- Былинное «Слово» (рецензия) //Вечерний Ленинград. — 1981. № 126.

1982
- Историзм былин и специфика фольклора (монография). — Л.: Наука, 1982.
- Поэтизация исторического события в былине // Русская литература. — Л., 1982. № 1. С. 97—114. (Повесть о Скопине-Шуйском в летописях и фольклоре).
- Два Ермака в русском фольклоре // Русская речь. — М., 1982. № 4.
- Вторая жизнь «бессмертного слова» (рецензия) // Молодая гвардия. — 1982. № 9.
- Илларионов В. В. Искусство якутских олонхосутов (редактирование) / Сибирское отделение РАН. — Якутск, 1982. (Соредактор Н. В. Емельянов)

1983
- Народный эпос и история: (К изучению национального своеобразия) // Русская литература. — Л., 1983. № 2.
- Чешский источник в новгородской летописи XVII в. // Литература Древней Руси: Сборник научных трудов. — М., 1983. Вып. 4.

1984
- Былины (составление, подготовка текстов, вступительная статья, примечания, словарь). — Л.: Лениздат, 1984.
- Взаимодействие фольклора и литературы в цикле произведений о «Мамаевом побоище» // Проблемы взаимосвязи литературы и фольклора. — Воронеж, 1984.
- Роль Новгорода и Новгородской земли в формировании русского героического эпоса // Новгородский край. Материалы научной конференции. — Л., 1984.
- Историзм былин и специфика фольклора (автореферат диссертации на соискание учёной степени доктора филологических наук) / Институт искусствоведения, этнографии и фольклора. — Киев, 1984.
- Разыскание неизданных записей былин для сводного издания (авторское изложение доклада) // Полевые исследования. — Л., 1984. (Русский фольклор; Т. 22).
- IX Международный съезд славистов. [Секция фольклористики] // Русская литература. — Л., 1984. № 2.
- Русский фольклор. Библиографический указатель. 1966—1975. Ч. 1 (редактирование) // Библиотека АН СССР. — Л., 1984. (Соредактор С. П. Луппов).
- Полевые исследования // Русский фольклор (редактирование) Л.: Наука, 1984.  — Т. 22. (В составе редколлегии).

1985
- Пропп В. Я. Русская сказка (рецензия) // Филологические науки. — М., 1985. № 3.
- Русский фольклор. Библиографический указатель. 1966—1975. Ч. 2 (редактирование) // Библиотека АН СССР. — Л., 1985. (Соредактор С. П. Луппов).
- Полевые исследования // Русский фольклор (редактирование). — Л.: Наука, 1985. — Т. 23 (В составе редколлегии).

1986
- Исторические песни. Баллады (составление, подготовка текстов, вступительная статья, примечания, словарь). — М.: Современник, 1986.
- Эпопея и народная циклизация эпических песен // «Калевала» — памятник мировой культуры. — Петрозаводск, 1986.
- Новгородский эпос XV века и историческая действительность (тезисы) // Проблемы истории Новгорода и Новгородской земли XV в. — Новгород, 1986.
- Предисловие // Фольклор Русского Устья. — Л., 1986. (Соавт. Н. А. Мещерский).
- [Характеристика былин, записанных в Русском Устье] // Фольклор Русского Устья. — Л., 1986.
- Былины (подготовка текстов) // Фольклор Русского Устья. — Л., 1986.
- [Комментарии к былинам] // Фольклор Русского Устья. — Л., 1986.
- К истории русского населения по р. Индигирке // Фольклор Русского Устья. — Л., 1986.
- Письмо в редакцию // Русская литература. — Л., 1986.
- Фольклор Русского Устья (ответственный редактор). — Л.: Наука, 1986 (серия «Памятники русского фольклора»). (Совместно с Н. А. Мещерским).

1987
- Летописный факт и ранняя историческая песня («Щелкан Дудентьевич») // Исследования по древней и новой литературе. — Л., 1987.
- Неудачное завершение важной дискуссии // Филологические науки. — М., 1987. № 1.
- Бородино в народной поэзии // Русская речь. — М., 1987. № 4.
- [Выступление по докладу: Сzajка Н. Kreacja bohatera w rosyjskiej i połudnosłowanskiej epice ludowej] (авторское изложение) // Девятый Международный съезд славистов: Материалы дискуссии. Фольклористика. Историческая проблематика. Круглые столы. — М., 1987.
- [Выступление по докладам: Гацак В. М. Основы устной эпической поэтики славян: (Антитеза «формульной» теории); Путилов Б. Н. Эпический мир и эпический язык] (авторское изложение) // Девятый Международный съезд славистов: Материалы дискуссии. Фольклористика. Историческая проблематика. Круглые столы. — М., 1987.
- [Выступление по докладу: Холевич Й. Устността — проблем на литературния текст (въз основа на материали от славянските литератури) ] (авторское изложение) // Девятый Международный съезд славистов: Материалы дискуссии. Фольклористика. Историческая проблематика. Круглые столы. — М., 1987.
- Анахронизм в практике фольклорных изданий (рецензия) // Русская литература. — Л., 1987. № 2. С. 200—205.
- Этнографические истоки фольклорных явлений. (Русский фольклор; Т. 24) (редактирование). — Л.: Наука, 1987. (В составе редколлегии).

1988
- История эпоса в неизданных рукописях А. Н. Веселовского // Русская литература. — Л., 1988. № 1.
- Устная поэзия славян и творчество скальдов // История, культура, этнография и фольклор славянских народов. Десятый Международный съезд славистов. Доклады советской делегации. — М., 1988.
- Добрыня — змееборец // Русская речь. — М., 1988. № 3.
- Богатырь русской филологии: (К 150-летию со дня рождения А. Н. Веселовского) // Русская речь. — М., 1988. № 5.
- Фольклор надо издавать фольклористам // Русская литература. — Л., 1988. № 3.
- [Выступление на конференции по историзму фольклора] (авторское изложение) // Фольклор. Проблемы историзма. — М., 1988.

1989
- Добрыня — сват // Русская речь. — М., 1989. № 1.
- Герои русского эпоса: Михаил Скопин-Шуйский // Русская речь. — М., 1989. № 3.
- О недостоверных текстах и недостоверных сведениях в академическом издании частушек // Вопросы литературы. — М., 1989. № 3.
- Современный взгляд на былины (рецензия) // Вестник Московского государственного университета. Серия 9: Филология. — М., 1989. № 3.
- Русский фольклор. Т. 25 (редактирование). — Л.: Наука, 1989. (В составе редколлегии)

1990
- Возраст славянских исторических песен (тезисы) // Славяне: Адзинства i мнагастайнасць: Межінародная канферэнцыя. Тэзісы дакладаў i павадамленняў. 5 секцыя. Ўзаемосцвязi i ўзаемодзеяние славянскіх культур: фальклор, література, мастацтва. — Мінск, 1990.
- Русские исторические песни в иноэтническом контексте (тезисы) // Устные и письменные традиции в духовной культуре народа: Тезисы докладов. — Сыктывкар, 1990. Ч. 1.
- Русский и калмыцкий эпосы — последовательные стадии эпического творчества в концепции А. Н.Веселовского (тезисы) // «Джангар» и проблемы эпического творчества: Тезисы докладов и сообщений Международной научной конференции. — Элиста, 1990.
- Г. С. Виноградов и рукописное наследие А. Н. Веселовского (тезисы) // Дети и народная культура. Четвёртые Виноградовские чтения: Тезисы докладов. — Новосибирск, 1990.

1991
- Исторические песни. Баллады (составление, подготовка текстов, вступительная статья, комментарии, указатель, словарь). — М.: Современник, 1991.
- О переиздании былин в записях А. М. Астаховой // Проблемы текстологии фольклора. — Л., 1991. (Русский фольклор; Т. 26).
- Ф. И. Буслаев и его ученики об историко-бытовых основах народного эпоса // Русская литература. — Л., 1991. № 4.
- Грозный царь Иван Васильевич // Русская речь. — М., 1991. № 5.
- Фольклор Русского Устья: К изучению региональной традиции // Фольклорное наследие народов Сибири и Дальнего Востока: Сборник научных трудов. — Якутск, 1991.
- Научный подвиг: 160 лет со дня рождения А. Ф. Гильфердинга. 1831 —1872 // Российский календарь знаменательных дат. — М., 1991. № 5.
- Усердие, остроумие и учёная честность: 165 лет со дня рождения А. Н. Афанасьева. 1826—1871 // Российский календарь знаменательных дат. — М., 1991. № 5.
- Истинно русский интеллигент: 160 лет со дня рождения П. Н. Рыбникова — собирателя и ценителя фольклора. 1831 —1885 // Российский календарь знаменательных дат. — М., 1991. № 10.
- Фольклористика на десятом Международном съезде славистов // Проблемы текстологии фольклора. — Л., 1991. (Русский фольклор; Т. 26).
- Чикачёв А.Г. Русские на Индигирке: Историко-географический очерк (рецензия) // Известия Сибирского филиала АН СССР. Серия истории, филологии и философии. — Новосибирск, 1991. № 3.
- Проблемы текстологии фольклора. (Русский фольклор; Т. 26) (редактирование). — Л.: Наука, 1991. (В составе редколлегии)

1992
- Народная проза (составление, вступительная статья, подготовка текстов, комментарии, словарь). — М.: Русская книга, 1992.
- Веселовский и историческое изучение эпоса // Наследие Александра Веселовского: Исследования и материалы. СПб., 1992.
- Садко // Русская речь. — М., 1992. № 6.
- Три с половиной века великому подвигу донских казаков: Азовское сидение // Истоки. — М., 1992. № 11.
- Русский народный эпос в книгах последних лет // Русская литература. М., 1992. № 2.
- Ценная книга (рецензия) // Вестник Московского государственного университета. Серия 9: Филология. — М., 1992. № 2.

1993
- Русские исторические песни в иноэтническом контексте // Межэтнические фольклорные связи. (Русский фольклор; Т. 27). — СПб., 1993.
- Самосознание славян в героическом эпосе и исторических песнях // История, культура, этнография и фольклор славянских народов: Одиннадцатый Международный съезд славистов. Доклады российской делегации. — М., 1993.
- Рукописи А. Н. Веселовского по народному эпосу // Ежегодник Рукописного отдела Пушкинского Дома на 1990 год. — СПб., 1993.
- «Инварианты» практической текстологии // Межэтнические фольклорные связи. — СПб., 1993. (Русский фольклор; Т. 27).
- Князь Владимир и Илья Муромец // Русская речь. — М., 1993. № 6.
- О генезисе исторических песен, посвящённых Ивану Грозному // Скафтымовские чтения. — Саратов, 1993.
- А. Н. Веселовский. Былины о Волхе Всеславьевиче и поэмы об Ортните (подготовка текста, вступительная заметка, примечания, библиография) // Межэтнические фольклорные связи. — СПб., 1993. (Русский фольклор; Т. 27).
- Былиноведение // Восточнославянский фольклор: Словарь научной и народной терминологии. — Минск, 1993.
- Историзм фольклора // Восточнославянский фольклор: Словарь научной и народной терминологии. — Минск, 1993.
- Меморат // Восточнославянский фольклор: Словарь научной и народной терминологии. — Минск, 1993.
- Песня историческая // Восточнославянский фольклор: Словарь научной и народной терминологии. — Минск, 1993.
- Песня походная // Восточнославянский фольклор: Словарь научной и народной терминологии. — Минск, 1993.
- Предание // Восточнославянский фольклор: Словарь научной и народной терминологии. — Минск, 1993.
- Предание историческое // Восточнославянский фольклор: Словарь научной и народной терминологии. — Минск, 1993.
- Предание местное // Восточнославянский фольклор: Словарь научной и народной терминологии. — Минск, 1993.
- Предание мифологическое // Восточнославянский фольклор: Словарь научной и народной терминологии. — Минск, 1993.
- Притча // Восточнославянский фольклор: Словарь научной и народной терминологии. — Минск, 1993.
- Проза устная несказочная // Восточнославянский фольклор: Словарь научной и народной терминологии. — Минск, 1993.
- Фабулат // Восточнославянский фольклор: Словарь научной и народной терминологии. — Минск, 1993.
- Хроникат // Восточнославянский фольклор: Словарь научной и народной терминологии. — Минск, 1993.
- Участие казаков в присоединении Казани и Астрахани к русскому государству // Истоки. — М., 1993. № 9.
- Самосознание славян в героическом эпосе и исторических песнях (авторское резюме) // XI. Mezdinarodny zjazd slavistov. Zbornik resume. — Bratislava, 1993.
- Межэтнические фольклорные связи (Русский фольклор; Т. 27) (ответственный редактор). — СПб.: Наука, 1993. (При редколлегии)
- Иванова Т. Г. Русская фольклористика начала XX века в биографических очерках: Е. В. Аничков, А. В. Марков, Б. М. и Ю. М. Соколовы, А. Д. Григорьев, В. Н. Андерсон, Д. К. Зеленин, Н. Е. Ончуков, О. Э. Озаровская (редактирование). — СПб.: Дмитрий Буланин, 1993.

1994
- К вопросу о происхождении Рюрика // Герменевтика древнерусской литературы. — М., 1994. Т. 7.
- Оппозиционный фольклор 1920—1930-х годов в записях А. И. Никифорова // Живая старина. — М., 1994. № 2.
- Обзор источников о происхождении Рюрика и версия о его славянских предках // Известия русского генеалогического общества. — СПб., 1994. Вып. 1.
- «Фольклор народов России» (обзор выпусков 1—20) // Живая старина. — М., 1994. № 4.

1995
- Эпосоведческое наследие А. Н. Веселовского в современности // Эпические традиции. — СПб., 1995. (Русский фольклор; Т. 28).
- Князь Глеб Володьевич // Русская речь. — М., 1995. № 3.
- В. Я. Пропп о принципах издания Свода русского фольклора // Живая старина. — М., 1995. № 4.
- Отношение к русской монархии в поэзии Лермонтова // Тарханский вестник. — Тарханы, 1995. Вып. 4.
- Рыбников Павел Николаевич // Русская словесность. — М., 1995. № 6.
- Ф. М. Селиванов (1927—1990) // Эпические традиции. — СПб.,1995. (Русский фольклор; Т. 28). (Соавт. А. В. Кулагина).
- Запись духовного стиха о Святом Георгии в Рукописном отделе Пушкинского Дома // Русская литература. — СПб., 1995. № 1.
- Памятники письменности и фольклора об участии казаков в Куликовской битве (тезисы) // Памятники истории, культуры и природы Европейской России. Тезисы докладов. — Нижний Новгород, 1995.
- Поэты России о русских императорах // Дворянское собрание: историко-публицистический и литературно-художественный альманах. — М., 1995. № 2.
- Рекрутские песни // Русская словесность. — М., 1995. № 5.
- Фольклористика на XI Международном съезде славистов // Эпические традиции. — СПб.,1995. (Русский фольклор; Т. 28).
- «Живая старина». Журнал о русском фольклоре и традиционной культуре (рецензия) // Этнографическое обозрение. — М., 1995. № 1.
- Русская эпическая поэзия Сибири и Дальнего Востока. Составил Ю.И.Смирнов (рецензия) // Живая старина. — М., 1995. № 2.
- Скрыбыкина Л. Н. Былины русского населения Северо-Востока Сибири (ответственный редактор). — Новосибирск: Наука. Сиб. отд-ние, 1995. 104 с.
- Эпические традиции. (Русский фольклор; Т. 28) (редактирование) — СПб.: Наука, 1995. (В составе редколлегии).

1996
- О происхождении песен, посвящённых Грозному царю Ивану Васильевичу // Русский фольклор: Материалы и исследования. — СПб., 1996. Т. 29.
- Гостомысл и его внуки в народных преданиях // Филологические науки. — М., 1996. № 2.
- Опахивание в Калужской губернии // Живая старина. — М., 1996. № 4.
- О подвигах казаков в борьбе против войск Мамая // Русская речь. — М.. 1996. № 1.
- Из поэтического наследия С. С. Бехтеева (По страницам эмигрантских сборников) // Дворянское собрание: историко-публицистический и литературно-художественный альманах. — М., 1996. № 4.
- Сергей Бехтеев, царский гусляр // Возрождение. — СПб., 1996. № 4.
- Пять последних императоров в русской поэзии. [Начало] // Возрождение. — СПб., 1996. № 8—9.
- Русский фольклор. Материалы и исследования. Т. 29 (редактирование). — СПб.: Наука, 1996. (В составе редколлегии)

1997
- Предания о древнейших князьях Руси по записям XI—XX вв. // Славянская традиционная культура и современный мир. — М., 1997. Вып. 1.
- Песни и предания о донских казаках, Казани и Ливонской войне // Русская речь. — М., 1997. № 1.
- Предания о происхождении Руси (публикация) // Славянская традиционная культура и современный мир. — М., 1997. Вып. 1.
- Рюрик — имя русских князей // Держава: общественно-политический и литературно-художественный журнал. — М., 1997. № 3.
- Место фольклора в традиционной и современной культуре // Славянская традиционная культура и современный мир. — М., 1997. Вып. 2.
- Ржига Вячеслав Фёдорович // Русская словесность. — М., 1997. № 2.
- Гуманитарные науки и гуманитарное образование в постбольшевистской России // Дворянское собрание: историко-публицистический и литературно-художественный альманах. — М., 1997. № 7.
- Как относился Лермонтов к русской монархии // Русская речь. — М., 1997. № 2.
- Российская смута 1905—1907 годов в творчестве московской поэтессы // Дворянское собрание: историко-публицистический и литературно-художественный альманах. — М., 1997. № 6.
- Пять последних императоров в русской поэзии. [Окончание] // Возрождение. — СПб., 1997. № 1—2.

1998
- Роль казаков в освобождении Руси от ордынского ига. (По письменным и фольклорным источникам) // Герменевтика древнерусской литературы. — М., 1998. Сборник 9.
- Из ранней истории казачества // Русь и южные славяне: Сборник статей. — СПб., 1998.
- Историческая основа новгородской былины «Князь Глеб Володьевич» // Чело: акльманах. Великий Новгород, 1998. № 2 (13).
- Алёша Попович // Русская речь. — М., 1998. № 2.
- Критерии исследовательского отграничения фольклора от смежных областей народной культуры // Славянские литературы, культура и фольклор славянских народов. XII Международный съезд славистов (Краков, 1998). Доклады российской делегации. — М., 1998.
- Текстологические принципы академических изданий русского фольклора и эдиционная практика // Наука о фольклоре сегодня: Междисципл-инарные взаимо-действия. — М., 1998.
- Основные понятия текстологии в применении к фольклорному материалу // Русский фольклор. Хрестоматия исследований. — М., 1998.
- Всеволод Фёдорович Миллер // Русская речь. — М., 1998. № 3.
- Идеологемы фольклористического сознания // Мифология и повседневность. — СПб., 1998.
- Критерии исследовательского отграничения фольклора от смежных областей народной культуры (авторское резюме) // XII Mędzynarodowy kongres slawistów. Kraków 27.VII — 2.IX.1998. Streszczenia referatów i komunikatów. Literaturoznawstwo, folklorystyka, nauka o kulturze. — Warszawa, 1998.
- Из «государевых» стихов Сергея Бехтеева (публикация) // Православное обозрение. — СПб., 1998. № 4.
- О положении в гуманитарном образовании и гуманитарных науках после правления большевиков. [Начало] // Дворянский вестник. — М., 1998. № 12 (55).

1999
- Тысяча лет русской истории в преданиях, легендах, песнях (составление, вступительная статья, комментарии, словарь). — М.: Русская книга, 1999.
- Ранний фольклор о Ермаке Тимофеевиче и его предшественниках-казаках в соотношении с письменными историческими источниками // Русский фольклор. — СПб., 1999. Т. 30. Материалы и исследования.
- Пушкинизмы в репертуаре русского фольклора // Русская речь. — М., 1999. № 4.
- Современные записи русского фольклора прошлых десятилетий // Славянская традиционная культура и современный мир. — М., 1999. Вып. 3.
- Из подлинного фольклора советского периода (публикация) // Заветные частушки из собрания А. Д. Волкова. — М., 1999. Т. 2. Приложения.
- Бытование произведений Пушкина в русском фольклоре // Университетский пушкинский сборник. — М., 1999.
- А. Н. Веселовский. Эпос. <Из авторского конспекта лекционных курсов 1881—1882 и 1884—1885 гг.> (подготовка текста, комментарии) // Александр Веселовский. Избранные труды и письма. — СПб., 1999.
- О положении в гуманитарном образовании гуманитарных науках после правления большевиков. [Продолжение и окончание] // Дворянский вестник. — М., 1999. № 1 (56); № 2 (57).
- О происхождении династии Рюриковичей (тезисы) // Россия и зарубежье: Генеалогические связи. I. Международный генеалогический коллоквиум. Москва 29.XI — 4.XII.1999. Тезисы. — М., 1999.
- Zur Herkunft der Dynastie Rjurikowitsch (тезисы) // Russie et autres pays du monde: Liens généalogiques. I Colloque Internationale de Généalogie. Moscou 29.XI — 4.XII.1999. Resumes des communications. — Moscou, 1999.
- Фольклористика на XII Международном съезде славистов // Русский фольклор. СПб., 1999. Т. 30. Материалы и исследования.
- Дворянское самосознание — как его трактуют в Институте философии РАН (рецензия) // Дворянский вестник. — М., 1999. № 12 (67).
- Русский фольклор. Т. 30. Материалы и исследования (редактирование). — СПб.: Наука, 1999. (В составе редколлегии).

2000
- Исторические песни русских солдат // Русская речь. — М., 2000. № 1.
- Русские исторические песни начала XX столетия // Атриум: Межвузовский сборник научных ста-тей. Серия филология. — Тольятти, 2000. № 6.
- Из «государевых стихов» Сергея Бехтеева // Православная жизнь. — Джорданвилль, 2000. № 7 (606).
- Образ святого царя-мученика в поэзии С. С. Бехтеева // Дворянский вестник. — М., 2000. № 5—6 (72—73).
- Народная поэзия о гибели императора Александра II // Русская речь. — М., 2000. № 4.
- Судьба православной монархии: закономерность или случайность? // Дворянский вестник. — М., 2000. № 9—10 (76—77); № 11—12 (78—79).
- Народная поэзия о гибели императора Александра II // Православная жизнь. — Джорданвилль, 2000. № 8 (607).
- Наши издания в петербургских библиотеках // Дворянский вестник. — М., 2000. № 3—4 (70—71).
- Морозов А. В. Историография русской фольклористики (1917—1941) (рецензия) // Филологические науки. — М., 2000. № 2.
- Комплект учебных пособий по русскому устному народному творчеству (рецензия) // Атриум: Межвузовский сборник научных статей. Серия филология. — Тольятти. 2000. № 6.

2001
- Исторические песни (составление, вступительная статья, подготовка текстов, комментарии, словарь). — М.: Русская книга, 2001.
- Фольклоризм Задонщины // Дмитрий Донской и эпоха возрождения Руси: События, памятники, традиции. — Тула, 2001.
- Академик Всеволод Миллер и историческая школа: Эпосоведческие труды и их оценки // Русский фольклор. — СПб., 2001. Т. 31. Материалы и исследования.
- Алексей Владимирович Марков как медиевист и отзывы о нём современников // Древняя Русь: Вопросы медиевистики. — М., 2001. № 1 (3). С. 98—107. (См. Марков, Алексей Владимирович)
- Александр Фёдорович Гильфердинг // Смирнов С. В. Отечественные филологи-слависты середины XVIII — начала XX вв. Справочное пособие. — М., 2001. (См. Гильфердинг, Александр Фёдорович)
- Новые работы о русском эпосе // Русский фольклор. — СПб., 2001. Т. 31. Материалы и исследования.
- Успешное возобновление необходимого труда (рецензия): (Музейное собрание рукописей. Описание. Том. 2 (№ 3006—4500) / Изд. подгот. Т. А. Исаченко. М.: Научно-издательский центр «Скрипторий», 1997. — 496 с: илл.) // Древняя Русь: Вопросы медиевистики. — М., 2001. № 2 (4). С. 125—129.
- Попытка реанимировать устарелую мифологему // Древняя Русь: Вопросы медиевистики. — М., 2001. № 4 (6). С. 115—120.
- Русский фольклор. Т. 31. Материалы и исследования (редактирование). — СПб.: Наука, 2001. (В составе редколлегии).

2002
- Беломорские ста́рины и духовные стихи: Собрание А. В. Маркова (вступительная статья, разыскание и подготовка текстов, комментарии, приложения, указатели). — СПб.: Дмитрий Буланин, 2002. (Памятники русского фольклора). (Музыковедческая часть Ю. И. Марченко)
- Исторические связи новгородских и балтийских славян в фольклоре // Литература, культура и фольклор славянских народов. XIII Международный съезд славистов (Любляна, август 2003). Доклады российской делегации. — М., 2002.
- Факты истории и предыстории Великого Новгорода, выясняемые по данным фольклористики, изучения письменных источников и археологии в их взаимодействии: некоторые результаты и перспективы // Древняя Русь: Вопросы медиевистики. — М., 2002. № 2 (8). С. 5—13.
- Былины о Садко и история Новгорода // Чело: альманах. — Новгород Великий. 2002. № 2 (24).
- Забытая православная поэтесса Лидия Кологривова // Православная жизнь. — Джорданвилль, 2002. № 4 (627).
- Бехтеев Сергей Сергеевич // Православная энциклопедия. — М., 2002. Т. 5.
- Неудавшееся начало многотомного и здания (рецензия): (Былины Печоры …) // Древняя Русь: Вопросы медиевистики. — М., 2002. № 4 (10). С. 82—98.

2003
- Ф. И. Буслаев. Народный эпос и мифология (составление, вступительная статья, подготовка текстов, комментарии, библиография). — М.: Высшая школа, 2003. (Классика литературной науки).
- К изучению Иоакимовской летописи // Новгородский исторический сборник. — СПб., 2003. Вып. 9 (19).
- Исторический Добрыня — герой новгородских былин // Чело: альманах. Великий Новгород, 2003. № 1 (26).
- О славянских предках Рюрика // Известия Русского генеалогического общества. Вып. 12. — СПб.: Государственная публичная историческая библиотека (ГПИБ), 2003. С. 5—12.
- Православные поэты первой волны русской эмиграции // Православная жизнь. — Джорданвилль, 2003. № 7 (642).
- Устное повествование о Куликовской битве и его обработки в летописях (тезисы) // Древняя Русь: Вопросы медиевистики. — М., 2003. № 4 (14). С. 5—6.
- Исторические связи новгородских и балтийских славян в фольклоре (авторское резюме) // 13. Mednarodni slavistični kongres. Sbornik povzetkov. — Ljubljana, 2003. 2. del.
- На пути к возрождению православной России (рецензия) // Православная жизнь. — Джорданвилль, 2003. № 7 (642).

2004
- Устная история Великого Новгорода // Вестник Православного Свято-Тихоновского богословского института. — М., 2004. Вып. 2.
- К вопросу о дате основания монастыря на Валааме // Валаамский монастырь: Духовные традиции. История. Культура. Материалы Второй международной научной конференции 29 сентября — 7 октября 2003 года. — СПб., 2004.
- В защиту Иоакимовской летописи // Честному и грозному Ивану Васильевичу: К 70-летию Ивана Васильевича Лёвочкина. — М., 2004.
- Забытая русская православная поэтесса Лидия Кологривова // Дворянский вестник. — М., 2004. № 5-6 (108—109).
- [http://www.drevnyaya.ru/vyp/stat/s3_17_11.pdf Об ответе А. А. Горелова на мою рецензию // «Древняя Русь: Вопросы медиевистики». — М., 2004. № 3 (17). С. 120—129.

2005
- Вс. Ф. Миллер. Народный эпос и история (составление, вступительная статья, подготовка текстов, комментарии). — М.: Высшая школа, 2005 (Классика литературной науки).
- О Рюрике и Гостомысле // Новгородский исторический сборник. — СПб. 2005. Вып. 10 (20).
- Фольклор Новгородской земли о событиях Смуты начала XVII в. // Прошлое Новгорода и Новгородской земли. Материалы научной конференции 16—18 ноября 2004 года. — Великий Новгород, 2005.
- [http://www.drevnyaya.ru/vyp/stat/s4_22_6.pdf К вопросу об устном оригинале летописной повести о Куликовской битве // Древняя Русь. Вопросы медиевистики. — М., 2005. № 4 (22). С. 50—79.
- Куликовская победа в народной памяти // «… В трубы трубят на Коломне…»: Сборник материалов научно-практической конференции, посвящённой 625-летию Куликовской битвы. — Коломна, 2005. Ч. 2.
- Древнейший монастырь Новгородской земли // Чело: альманах. — Великий Новгород, 2005. № 1 (32).
- Фольклор в системе традиционной культуры // Первый всероссийский конгресс фольклористов. Сборник докладов. — М., 2005. Т. 1.
- События Смуты в фольклоре Новгородской земли // Чело: альманах. — Великий Новгород, 2005. № 2 (33).
- К изучению поэтики региональных традиций // Поэтика фольклора. Сборник статей. — М., 2005.
- Куликовская победа в народной памяти // Бюллетень Санкт-Петербургского дворянского собрания. — СПб., 2005. № 8.
- Бехтеев Сергей Сергеевич // Русская литература XX века: Прозаики, поэты, драматурги. Библиографический словарь. — М., 2005. Т. 1.
- О ранних прототипах Ильи Муромца и былинного князя Владимира (тезисы) // Древняя Русь: Вопросы медиевистики. — М., 2005. № 3 (21). С. 5—6.

2006
- Происхождение рассказа о Куликовской битве в Новгородской первой летописи // Прошлое Новгорода и Новгородской земли. Материалы научной конференции 15—17 ноября 2005 года. — Великий Новгород, 2006.
- Участие новгородцев в Куликовской битве // Чело: альманах. — Великий Новгород, 2006. № 1 (35)
- Исторические песни об Иване III // Труды кафедры истории России с древнейших времён до XX века СПбГУ. — СПб., 2006. Т. 1.
- Rapporti tra il piú antico epos russo e l̓ʼepica germanica // Lo spazo letterario del medioveo. 3. Le culture circostanti. Volumo III. Le culture slave. — Roma, 2006.
- Фольклор мигрантов в русских анклавах Якутии // Гуманитарные проблемы миграции: Социально-правовые аспекты адаптации соотечественников в Тюменской области. Материалы II Международной конференции. — Тюмень, 2006. Ч. 1.
- Дворянские поэты начала XX века // Дворянство и совре-менность. Материалы Международной кон-ференции дворянских собраний Северо-Запа-да, посвящённой 15-летию Петербургского дворянского собрания 19—20 мая 2006 года. — СПб., 2006.
- Троицкий монастырь и Сказание о Мамаевом побоище (тезисы) // V Международная конференция: Троице-Сергиева лавра в истории, культуре и духов-ной жизни России. Тезисы докладов. — Сергиев Посад, 2006.
- Иноземные дипломаты и русский фольклор о государственной власти Ивана III (тезисы) // Репрезентация власти в посольском церемониале и дипломатический диалог в XV — первой трети XVIII века. Третья Международная научная конференция цикла «Иноземцы в Московском государстве». Тезисы докладов. — М., 2006.
- С. К. Шамбинаго. Песни татарского цикла (подготовка текста и вступительная заметка) // Из истории русской фольклористики. — СПб., 2006. Вып. 6.
- Устная история Великого Новгорода (учебное пособие по курсу «источниковедение»). — Великий Новгород: Издательство Новгородского университета, 2006.
- Летописная повесть о Куликовской битве (учебное пособие по курсу «источниковедение») // Сборник Русского исторического общества. — М., 2006.

2007
- Походы русских князей на Херсонес в былинной интерпретации // Средневековая Русь. — М., 2007. Вып. 7.
- Первые двести лет изучения новгородских летописей // Прошлое Новгорода и Новгородской земли. Материалы научных конференций 2006—2007 годов. — Великий Новгород, 2007.
- Новгород и Куликовская битва // Новгород и Новгородская земля. История и археология. Вып. 21. — Великий Новгород, 2007.
- Древнейший храм Киева и народный эпос // XVI Ежегодная Богословская конференция Православного Свято-Тихоновского гуманитарного университета 2006 г. Материалы. Т. 2. — М., 2007.
- Историческая песня о тверском антиордынском восстании 1327 года // Михаил Ярославич Тверской — великий князь всея Руси. — Тверь, 2007.
- Н. И. Кравцов и историческая школа исследователей народного эпоса // Российская славистическая фольклористика: Материалы Международной научной конференции. — М., 2007.
- Рыцарь науки (воспоминания о Н. И. Кравцове) // Российская славистическая фольклористика: Материалы Международной научной конференции. — М., 2007.
- Былины новгородские // Великий Новгород: История и культура IX—XVII веков. Энциклопедический словарь. — СПб., 2007.
- Веселовский Александр Николаевич // Великий Новгород: История и культура IX—XVII веков. Энциклопедический словарь. — СПб., 2007.
- Иоакимовская летопись // Великий Новгород: История и культура IX—XVII веков. Энциклопедический словарь. — СПб., 2007.
- Летописи новгородские XVII в. // Великий Новгород: История и культура IX—XVII веков. Энциклопедический словарь. — СПб., 2007.
- Миллер Всеволод Фёдорович // Великий Новгород: История и культура IX—XVII веков. Энциклопедический словарь. — СПб., 2007.
- Сказание о помощи новгородцев Дмитрию Донскому // Великий Новгород: История и культура IX—XVII веков. Энциклопедический словарь. — СПб., 2007.
- Эпические предки новгородского Гостомысла // Новгородика-2006. Материалы Международной научной конференции. — Великий Новгород, 2007. Ч. 1.
- Древнерусские героические сказания в международном контексте (тезисы) // Древняя Русь: Вопросы медиевистики. — М., 2007. № 3 (29). с. 5—6.
- Древнейший храм Киева и народный эпос (тезисы) // Міжнародна славістична конференція: Актуальнi проблеми дослідження слов’янських культур. Тези доповідей. — Одесса, 2007.
- А. Толочко. «История Российская» Василия Татищева: Источники и известия. (рецензия) // Вестник Санкт-Петербургского университета. — СПб., 2007. Серия 2: История. Вып. 3. Сентябрь.
- Устная история в памятниках Новгорода и Новгородской земли (учебное пособие по курсу «источниковедение»). — СПб.: Дмитрий Буланин, 2007.
- Новгородско-Софийский летописный свод и недавние концепции истории летописания (учебное пособие по курсу «источниковедение») // Прошлое Новгорода и Новгородской земли. — Великий Новгород, 2007.

2008
- Редкая разновидность русских источников // Rossica antiqua. 2007. Исследования и материалы. — СПб., 2008.
- Древнерусские героические сказания в международном контексте // Древняя Русь. Вопросы медиевистики. — М., 2008. № 3 (33). С. 115—122.
- Ярослав Мудрый в русском летописании // Вестник Липецкого государственного педагогического университета. Серия Гуманитарные науки. — Липецк, 2008. Вып. 2. С. 34-41.
- Древнейший храм в Киеве и народный эпос // Словянський збірник. — Одеса, 2008. С. 5—11.
- Воспоминания о В. В. Мавродине // Проблемы отечественной истории: Источники, историография, исследования. Сборник научных статей. — СПб.—Киев—Минск, 2008. С. 13—15.
- Фиаско историка, игнорировавшего данные археологии // Новгород и Новгородская земля: история и археология. (Материалы научной конференции. Новгород, 22—24 января 2008). — Великий Новгород, 2008. Вып. 22. С. 217—226.
- Напрасная попытка уберечь от критики анонимное сочинение о Валаамском монастыре. (По поводу статьи А. Г. Боброва) // Русская литература. — СПб., 2008. № 4. С. 100—105.
- Летопись Иоакима Корсунянина в концепции А. А. Шахматова (тезисы доклада) // Древняя Русь: Вопросы медиевистики. — М., 2008. № 3 (33). С. 5—6.
- Историческая песня о тверском антиордынском восстании 1327 года // Михаил Яросдавич Тверской — великий князь всея Руси. — Тверь, 2008. С. 111—116.
- Освободитель Троице-Сергиевой лавры от осады князь Михаил Скопин-Шуйский в народной памяти (тезисы) // VI Международная конференция: Троице-Сергиева лавра в истории, культуре и духовной жизни России. Тезисы докладов. — Сергиев Посад, 2008. С. 3—4.
- Данные финских исследователей и сведения новгородских летописей о времени основания Валаамского монастыря (автореферат доклада) // Семинар «Новгород и Финляндия». Информационный бюллетень. — Великий Новгород, 2008. С. 1.
- Дёготь в патоке // Царский Вестник: Всероссийская православно-монархическая газета. — Самара, 2008. № 6. С. 6—7.
- Дёготь в патоке [сокращённый текст] (рецензия) // Дворянский Вестник. — М., 2008. № 1-6 (152—157). С. 13.
- Попытка исказить историю древнейшего монастыря // Чело: Альманах. — Великий Новгород, 2008. № 1 (41). С. 70—73.
- Слово о поэте Сергее Бехтееве и его творчестве // Невярович В. К. Певец Святой Руси. Сергей Бехтеев: жизнь и творчество. — СПб., 2008. С. 14—15.

2009
- Летописи Великого Новгорода об Освободительной войне 1380 года // Новгородика-2008: Вечевая республика в истории России. Материалы Международной научно-практической конференции. — Великий Новгород, 2009. Ч. 1. С. 175—184.
- Источниковедческое значение народного эпоса и историческая школа русских эпосоведов // Мавродинские чтения 2008. — СПб., 2009. С. 287—290.
- Пересвет, Ослябя и Троице-Сергиев монастырь // Верхнее Подонье: Археология. История. Сб. статей. — Тула., 2009. Вып. 4. С. 165—169.
- Версии основания монастыря на остове Валаам. (Тезисы) // Древняя Русь. Вопросы медиевистики. — М., 2009. № 3 (37). С. 5—6.
- Троицкий монастырь и Сказание о Мамаевом побоище // Троице-Сергиева лавра в истории, культуре и духовной жизни России. Материалы V Международной конференции 26 сентября — 28 сентября 2006 года. — Сергиев Посад, 2009. С. 103—112.
- Труды А. А. Шахматова по новгородскому летописанию и недавние работы в области текстологии и археологии // Великий Новгород и средневековая Русь: Сб. статей к 80-летию В. Л. Янина. — М., 2009. С. 17—30.
- Песня о тверском восстании 1327 года // Первый Петербургско-Тверской семинар «Тверской край в науке и культуре». Сб. научных статей. — Тверь, 2009. С. 276—280.
- Данные финских исследователей и сведения новгородских летописей о времени основания Валаамского монастыря // Новгородика-2008: вечевая республика в истории России. Материалы Международной научно-практической конференции. — Великий Новгород, 2009. С. 67—95.

2010
- Версии основания монастыря на острове Валаам // Древняя Русь. Вопросы медиевистики. — М., 2010. № 1 (39). С. 5—15.
- Устное происхождение «Слова о полку Игореве» и проблема его датировки // Восточная Европа в древности и средневековье: Устная традиция в письменном тексте. XXII Чтения памяти В. Т. Пашуто. Москва, 14-16 апреля 2010 г. Материалы конференции. — М., 2910. С. 3—7.
- Академик Всеволод Фёдорович Миллер и историческая школа русских былиноведов // Проблемы филологии: Язык и литература. Международный научный журнал. — М., 2010. № 1. С. 103—120.
- Историческа школа Всеволода Миллера и её историческая судьба // От конгресса к конгрессу. Материалы Второго Всероссийского конгресса фольклористов. Сборник докладов. — М., 2010. Т. 1. С. 232—247.
- О связи московских и новгородских летописей в XIV и XV столетиях // Проблемы филологии: Язык и литература: Международный научный журнал. — М., 2010. № 4. С. 89—104.
- Неизданные летописи Новгорода о событиях Ливонской войны // Балтийский вопрос в конце XV—XVI в.: Сборник научных статей. — М., 2010. С. 233—342.
- Ярослав Мудрый в летописях // Новгородская земля в эпоху Ярослава Мудрого. — Великий Новгород, 2010. С. 5—81.
- Гостомысл // Варяго-русский вопрос в историографии. — М., 2010. С. 598—618.
- Миллер Всеволод Фёдорович // Русские фольклористы: Биобиблиографический словарь. Пробный выпуск. — М., 2010. С. 174—182.
- Троице-Сергиев монастырь и сведения Троицкой летописи о событиях 1380 г. // VII Международная научная конференция «Троице-Сергиева лавра в истории, культуре и духовной жизни России». Тезисы докладов. — Сергиев Посад, 2010. С. 389—392.
- Троицкий монастырь и Сказание о Мамаевом побоище // V Международная научная конференция «Троице-Сергиева лавра в истории, культуре и духовной жизни России». 26 сентября — 28 сентября 2006 г. — Сергиев Посад, 2009. С. 103—112. [Книга издана в 2010 году]
- Сведения восточнославянских и западноевропейских источников о Руси V века // Историческая наука и российское образование (актуальные проблемы). Сборник статей памяти А. Г. Кузьмина и В. Г. Тюкавкина. — М., 2008. Ч. 1. С. 104—110. [Книга издана в 2010 году]
- Способ истребления Алексеем Толочко выдающегося труда Василия Никитича Татищева // Там же. С. 71—83.

2011
- Азбелев С. Н. Куликовская победа в народной памяти: Литературные памятники Куликовского цикла и фольклорная традиция. — СПб.: Дмитрий Буланин, 2011. (Studiorum Slavicorum Orbis. Вып. 2), 311 с.
- Azbelev S. N. The Song of Igor and its Medieval Context in Russian Oral Poetry // Medieval Oral Literature / Edited by Karl Reichl. — Berlin-Boston: Walter de Gruyter & Co. KG, 2011 (2012). S. 485—498.
- Повесть о Мамаевом побоище и устные героические сказания о событиях 1380 года // Проблемы филологии: Язык и литература. Международный научный журнал. — М., 2011. № 5. С. 61—77.
- В защиту труда Василия Никитича Татищева // Сборник Русского исторического общества. — М., 2011. Т. 11 (159). С. 316—324.
- Совершались ли сухопутные походы Руси на Константинополь // Труды первой международной конференции «Начала Русского мира» 28—30 октября 2010 года. — СПб., 2011. С. 139—145.
- Летописи Великого Новгорода и «Летописец Великий Русский» // Новгородика-2010: Вечевой Новгород. Материалы Международной научно-практической конференции. — Великий Новгород, 2011. Ч. 3. С. 12—20.
- Труд А. Н. Веселовского «Южнорусские былины»: проблемы издания // Александр Веселовский: Актуальные аспекты наследия. Исследования и материалы. — СПб., 2011. С. 72—79.
- [Рецензия на кн.:] Иванова Т. Г. История русской фольклористики XX века: 1900 — первая половина 1941 г. — СПб.: Дмитрий Буланин, 2009 // Традиционная культура. Научный альманах. — М., 2011, № 2 (42). С. 168—173.
- Православная церковь и сражение на Куликовом поле. (Тезисы) // Древняя Русь. Вопросы медиевистики. — М., 2011. № 3 (45). С. 5—6.
- Бехтеев Сергей Сергеевич // Литературный Санкт-Петербург: XX век. Прозаики, поэты, драматурги, переводчики. Энциклопедический словарь в 2 томах. Том 1. А—К. — СПб., 2011. С. 112—114.
- [Редактирование] Российская история в зеркале русской поэзии: Русь Рюриковичей в былинах и песнях / Составитель, автор вступительной статьи и комментариев, подбор иллюстративного материала В. Н. Бойков / Науч. ред. С. Н. Азбелев. — М., 2011. 517 с.

2012
- О географии Куликовской битвы // Русское поле: Научно-публицистический альманах. — М., 2012. № 2. С. 43—52.
- Отечественная война 1812 года в русском фольклоре // Там же. С. 144—153.
- Фольклор Новгородской земли о событиях Смуты // Там же. С. 53—58.
- О текстологии источников устного происхождения // Проблемы дипломатики, кодикологии и актовой археографии: Материалы XXIV Международной научной конференции. Москва, 2—3 февраля 2012 г. — М., 2012. С. 147—149.
- Валаамская обитель // Чело: Альманах. — Великий Новгород, 2012. № 2 (51). С. 96—102.
- Когда был основан монастырь на острове Валаам // Санкт-Петербургский государственный университет. Труды Кафедры истории России с древнейших времён до XX века. Том III. Кафедра истории России и современная отечественная историческая наука. — СПб., 2012. С. 6—24.
- Куликовская битва и православная церковь // Куликовская битва в истории России / Сост. А. Н. Наумов. — Тула, 2012. Вып. 2. С. 77—82.
- Отечественная война 1812 года в исторических песнях // Традиционная Культура: научный альманах. М., 2012. № 3 (47). С. 7—13.

2013
- Российская история в зеркале русской поэзии: Россия Романовых в исторических песнях / Составление, подготовка текстов, вступительная статья, преамбулы, комментарии: доктор филологических наук С. Н. Азбелев. — М.: Наука, 2013. 313 с.
- География сражения на Куликовом поле. (Тезисы) // Древняя Русь: Вопросы медиевистики. — М., 2013. № 3 (53). С. 4—5.
- География сражения на Куликовом поле // Древняя Русь. Вопросы медиевистики. — М., 2013. № 4 (54). С. 11—19.
- Место сражения на Куликовом поле // Вспомогательные исторические дисциплины в современном научном знании: Материалы XXV Международной научной конференции. Москва, 31 января — 2 февраля 2013 г. — М., 2013. Часть 2. С. 185—187.
- Призвание Романовых на престол и царствование Михаила Фёдоровича в народных песнях // Русское поле: Научно-публицистический альманах. — Красноярск, 2013. С. 34—43.
- Русские поэты двадцатого века о вынужденном отречении императора // Русское поле: Научно-публицистический альманах. — Красноярск, 2013. С. 44—51.
- О пользе внимательного чтения летописей (к вопросу об использовании летописей в исторических исследованиях) // Историческое повествование в средневековой России: К 450-летию Степенной книги. Тезисы всероссийской научной конференции. — СПб., 2013. С. 13—16.

2014
- К вопросу о месте и дате Куликовской битвы (историографические заметки) // Древняя Русь. Вопросы медиевистики. — М., 2014. № 3 (57). С. 145—151.
- Славянский князь Гостомысл, дед новгородского князя Рюрика // Русское поле: Научно-публицистический альманах. — Красноярск-Stockholm, 2014. № 4—5. С. 69—88.
- Песни русских солдат Великой войны // Монархистъ. — СПб., 2014. № 86. С. 4—5.

2015
- Место Куликовской битвы по летописным данным. (Тезисы) // Древняя Русь. Вопросы медиевистики. — М., 2015. № 3 (61). С. 4—5.
- Численность и состав войск на Куликовом поле // Древняя Русь. Вопросы медиевистики. — М., 2015. № 4 (62). С. 23—29.
- Об уникальных известиях Никоновской летописи // Академик А. А. Шахматов: Жизнь, творчество, научное наследие. (К 150-летию со дня рождения). — СПб.: Нестор-История, 2015. С. 317—327.
- Об узловых темах текстологии (законсервированный ответ Д. С. Лихачёву) // Исторический формат. — М., 2015. № 2. С. 198—215.
- Песни наших солдат Великой войны // Русское поле: Научно-публицистический альманах. — Красноярск; Stockholm. 2015. № 7—8. С. 36—43.
- Понятие «устье Непрядвы» в русском летописании // Русское поле: Научно-публицистический альманах. — Красноярск; Stockholm. 2015. № 7—8. С. 52—57.

2016
- Великая победа на Куликовом поле // Русское поле: Научно-публицистический альманах. — 2016. — № 9—10. — С. 51—84.
- Куликовская битва по летописным данным // Исторический формат. — М., 2016. № 1. С. 73—109.
- Об участии новгородцев в Куликовской битве // Исторический формат. — М., 2016. № 4. С. 35—65.
- Место сражения на Куликовом поле по летописным данным // Древняя Русь. Вопросы медиевистики. — М., 2016. № 3 (65). С. 17—32.

2017
- Что угрожало Русскому государству в 1380 году // Исторический формат. — М., 2017. № 1—2. С. 84—91.
- Что угрожало нам в 1380 г. (Тезисы) // Древняя Русь. Вопросы медиевистики. — М., 2017. № 3 (69). С. 3—5.

2018
- Что угрожало русскому народу в 1380 г. // Древняя Русь. Вопросы медиевистики. — М., 2018. № 1 (71). С. 151—155.